# V Pegasi
V Pegasi är en pulserande variabel av Mira Ceti-typ i stjärnbilden Pegasus. 
Stjärnan varierar mellan magnitud +7 och 15 med en period av 302,35 dygn.